# Miconia tococo
 (septembre 2024).
La mise en forme du texte ne suit pas les recommandations de Wikipédia : il faut le « wikifier ».
Les points d'amélioration suivants sont les cas les plus fréquents. Le détail des points à revoir est peut-être précisé sur la page de discussion.
- Les titres sont pré-formatés par le logiciel. Ils ne sont ni en capitales, ni en gras.
- Le texte ne doit pas être écrit en capitales (les noms de famille non plus), ni en gras, ni en italique, ni en « petit »…
- Le gras n'est utilisé que pour surligner le titre de l'article dans l'introduction, une seule fois.
- L'italique est rarement utilisé : mots en langue étrangère, titres d'œuvres, noms de bateaux, etc.
- Les citations ne sont pas en italique mais en corps de texte normal. Elles sont entourées par des guillemets français : « et ».
- Les listes à puces sont à éviter, des paragraphes rédigés étant largement préférés. Les tableaux sont à réserver à la présentation de données structurées (résultats, etc.).
- Les appels de note de bas de page (petits chiffres en exposant, introduits par l'outil «  Source ») sont à placer entre la fin de phrase et le point final[comme ça].
- Les liens internes (vers d'autres articles de Wikipédia) sont à choisir avec parcimonie. Créez des liens vers des articles approfondissant le sujet. Les termes génériques sans rapport avec le sujet sont à éviter, ainsi que les répétitions de liens vers un même terme.
- Les liens externes sont à placer uniquement dans une section « Liens externes », à la fin de l'article. Ces liens sont à choisir avec parcimonie suivant les règles définies. Si un lien sert de source à l'article, son insertion dans le texte est à faire par les notes de bas de page.
- La présentation des références doit suivre les conventions bibliographiques. Il est recommandé d'utiliser les modèles {{Ouvrage}}, {{Chapitre}}, {{Article}}, {{Lien web}} et/ou {{Bibliographie}}. Le mode d'édition visuel peut mettre en forme automatiquement les références.
- Insérer une infobox (cadre d'informations à droite) n'est pas obligatoire pour parachever la mise en page.

Pour une aide détaillée, merci de consulter Aide:Wikification.
Si vous pensez que ces points ont été résolus, vous pouvez retirer ce bandeau et améliorer la mise en forme d'un autre article.
Espèce
Synonymes
Selon Tropicos (24 septembre 2024)
- Maieta glandulifera Standl.
- Melastoma physiphorum Vahl
- Melastoma tococa Desr.
- Miconia erioneura Cogn.
- Tococa acuminata Benth.
- Tococa aubletii D. Don
- Tococa chuivensis Wurdack
- Tococa chuivensis var. ecuadorensis Wurdack
- Tococa coriacea S. Moore
- Tococa discolor Pilg.
- Tococa erioneura (Cogn.) Wurdack
- Tococa erythrophylla (Ule) Wurdack
- Tococa formicaria Mart.
- Tococa guianensis Aubl. - Basionyme
- Tococa loretensis Ule
- Tococa occidentalis Naudin
- Tococa orcheophora Naudin
- Tococa peckiana B.L. Rob.

Selon GBIF (24 septembre 2024)
- Tococa chuivensis var. chuivensis Wurdack, 1964
- Tococa formicaria var. formicaria Mart. ex DC., 1828
- Tococa guianensis var. guianensis Aubl., 1775 - Basionyme
- Tococa rareimi
- Tococa roreimi Benth., 1840

Miconia tococo est une espèce de plantes à fleurs de la famille des Melastomataceae.
Il est connu en Guyane sous les noms de bois macaque (créole), Tococo (Kali'na) Arateu ka βugaye (Palikur), et au Nicaragua comme Waha plît (Miskitu).

## Description
Miconia tococo est un arbuste haut de 1 à 6 m. 
Les jeunes branches comprimées laissent apparaître une pilosité clairsemée à modérée. 
Le pétiole est libre sur 0,5-2 cm, avec une domacie à fourmis ellipsoïdale à sphéroïdale à sétose clairsemée mesurant 2-3,5 x 1-2 cm et développé juste en dessous de la base du limbe chez un ou les deux membres d'une paire de feuilles.
Le limbe mesure généralement 15-30 x 8-15 cm, est de forme ovale à oblongue-elliptique, à apex brièvement et sub-abruptement acuminé, à base obtuse à cordulée, chartacée ferme et subentière à serrulée, ciliée, le dessus peu appressée-séparée, le dessous peu sétosée ou sétosée sur les nervures primaires mais glabre sur les veinules et la surface, 5-nervurés.
Le panicule de est long de 3-15 cm et submultiflore.
Les fleurs sont sur des pédicelles longs de 1-6 mm, avec des bractéoles subulées persistantes.
L'hypanthium est généralement long de 5-6,5 mm, ésétosé à modérément glanduleux-sétosé.
Le calice est long de 1,2-1,5 mm (y compris les lobes oblongs de 0,3-0,7 mm de long), les dents externes ne dépassant pas ou très peu.
Les pétales sont roses, mesurant 6,5-8 x 4,5-6,5 mm, de forme oblongue-obovée, pruineux.
Les thèques sont longues de 4,5-6,5 mm, avec le pore incliné ventralement.
Le stigmate est élargi, de 1-1,5 mm de diamètre.
Le style est glabre.
L'ovaire 1/3-1/2 inférieur, avec une collerette stylaire sétulosée longue de 0,4-0,8 mm.
Les fruits mûrs sont noirs.

En 1953, Lemée propose la description suivante de Miconia tococo :

« T. guianensis Aubl. Arbrisseau ou sous-arbrisseau à petits rameaux comprimés poilus-hérissés surtout sur les nœuds ; feuilles de 0,10-0,25 sur 0,05-0,13, avec vésicule didyme plus ou moins grosse au sommet du pétiole, ovales ,ou ovales-oblongues acuminées, à base arrondie, un peu épaisses denticulées ou entières subglabres en dessus, un peu poilues en dessous sur les nervures, 5-nervées ; panicules à ramifications comprimées poilues-hérissées ou plus ou moins glabrescentes, fleurs à calice de 5 mm. environ, obconique glabre ou poilu, sépales petits ou subnuls à peine , dépassés par les dents extérieures, fleurs roses, de grandeur variable. - Maroni : Charvein (R. Benoist) ; herbier Lemée : Cayenne (Maringouins) et Sinnamary, sur ce dernier exemplaire feuilles émarginées-sub-cordées à la base, calices avec longs poils étalés, anthères (sur le sec) à loges jaunes avec connectif en côte épaisse noire, stigmate pelté en entonnoir. »

— Albert Lemée, 1953.

## Répartition
Miconia tococo est largement répandu du sud du Mexique au Brésil en passant par le Panama, la Colombie, le Venezuela, le Guyana, le Suriname, la Guyane, l'Équateur, le Pérou, et la Bolivie.

## Écologie
Miconia tococo est commun au Venezuela dans les trouées et les bordures des forêts de plaine, à 50-1 600 m d'altitude et dans les lisières de forêts de basse altitude du sud du Mexique à la vallée de l'Amazone.
La pollinisation et la biologie reproductrice de Miconia tococo a été étudiée, et notamment la sécrétion de nectar pas ses boutons floraux et le rôle de la myrmécophilie dans cette reproduction.
Ses interactions myrmécophiles avec les fourmis Azteca ont été étudiées,,,,,,,. 
Certaines fourmis symbiotes (Myrmelachista) ont une activité herbicide sélective pour favoriser les populations de Miconia tococo, ce qui conduit à des formations monospécifiques appelées "jardin du diable",.

## Protologue

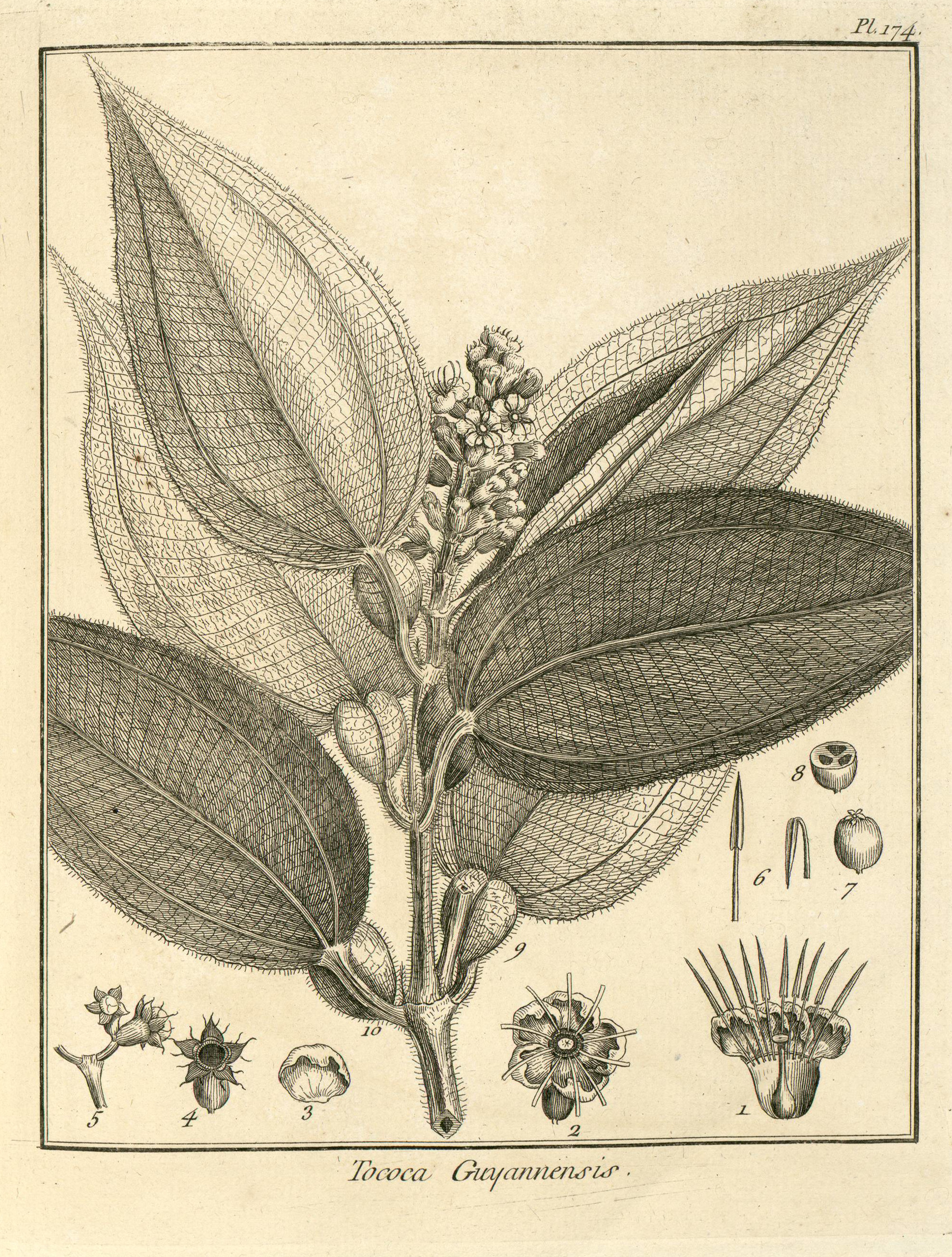
Miconia tococo par Aublet (1775) 1. Calice. Corolle ouverte. Ovaire. Style. Stigmate. Étamines droites. - 2. Fleur épanouie. Filet des étamines. - 3. Pétale. - 4. Calice. - 5. Portion de grappe de fleur. - 6. Étamines. - 7. Baie. - 8. Baie couple en travers. - 9. Feuille vue en deſſus. - 10. Feuille vue en deſſous.

En 1775, le botaniste Aublet a décrit Miconia tococo et en a proposé le protologue suivant : 

« TOCOCA Guianenſis. (Tabula 174.)
Fruxiculus caules plures, tetragonos, villoſos, ramoſos, tubuloſos, nodoſos, quinque aut ſex-pedales, è radice emittens. Folia oppoſita, ovata, acuta, ampla, quinque-nervia, piloſa, pilis rufeſcentibus, ſupernè & infernè tecta & emarginata, ſubcrenata, petiolata, petiolis ſupernè tumidis, & inflatis, veſicæ in modum biventribus, bilocularibus, ſubtus duplici foramine apertis, intrà baſim nervorum intermediorum ; hâc gemina. apertura formicæ penetrant veſicam, & indè ad cavum caulinum. Flores in ſpicam longam, terminalem diſpoſiti, verticillati, très flores ab utroque latere ſubſeſſiles. Quandoque perianthium ſexdentatum, & tunc petala ſex, & ſtamina duodecim.
Florebat fructumque ferebat Septembri.
Habitat ad margines viarum Caiennæ & Guianæ.
Nomen Gallicum BOIS MACAQUE , five fructus ſimiis gratus, Caribæum Tococo.

LE TOCOCO de la Guiane. (PLANCHE 174.)
Cet arbrisseau s'élève de cinq à ſix pieds, & ſes tiges ſont à quatre angles obtus ; elles ſont ligneuſes, creuſes, & garnies de poils rouſſâtres. Les feuilles qu'elles portent ſont oppoſées & diſpoſées en croix ; elles ſont ovales, crénelées a leur bord, terminées par une longue pointe. Les plus grandes ont environ neuf pouces de longueur ; & quatre pouces de largeur. Elles ſont marquées de cinq nervures ſaillantes en deſſous, dont deux accompagnent le bord de leur circonférence, &, entre ces nervures, il y en a de tranſverſales. Leur couleur eſt d'un verd jaunâtre en deſſus & plus pale en deſſous. Sur l'une & l'autre face on remarque des poils rouſſâtres 3 & principalement ſur le bord de chaque feuille. Elles ſont attachées aux tiges par un petit pédicule qui d'abord eſt creuſé en gouttiere ſur ſa face ſupérieure, & convexe en deſſous, garni de poils ; mais dont les deux côtes dans la fuite groſſiſſent, s'enflent, & forment une double veſſie en forme de cœur. Cette veſſie répond à deux trous qui ſe trouvent places au bas de la feuille, en deſſous, entre les deux nervures intermédiaires. C'eſt par ces deux trous que les fourmis entrent dans chaque loge de cette veſſie, & en ſortent, & comme ces tiges ſont creuſes, les fourmis, pénètrent par différentes ouvertures quelles, font, c'eſt ce qui a fait donner le nom de nid de fourmis a cette plante par quelques habitans, à cauſe qu'en tout temps elle en eſt pour ainſi dire couverte. De l'aiſſelle des feuilles naiſſent des rameaux plus longs vers le bas de la tige, & plus courts vers ſon ſommet. Ils ſont terminés par de longues grappes de fleurs. Les fleurs naiſſent trois à trois ſur chaque pédoncule qui part de la grappe. 
Leur calice eſt un peu évaſé en forme de coupe, diviſé en ſon limbe en cinq petites parties aiguës & rougeâtres. 
Les pétales ſont an nombre de cinq, de couleur de chair pale 9 égaux, concaves en deſſus & à leur extrémité ſupérieure, pliés & comme contournés en dedans. Ils ſont attaches par un très-petit onglet entre les divisions du calice. 
Les étamines ſont au nombre de dix, rangées au-deſſous & l'inſertion des pétales, ſur la parois interne du calice qui eſt colore de rouge. Leur filet eſt long & trois lignes, applati, rougeâtre. Leur anthère eſt de la même longueur ; die eſt aiguë & à deux bourſes droites dans ſa fleur ouverte, & entièrement inclinées dans la fleur qui n'eſt pas épanouie. 
Le piſtil eſt un ovaire arrondi, ſurmonté d'un style long, charnu ; termine par un stigmate large & applati. 
L'ovaire conjointement avec le calice, devient une baie de couleur purpurine, ſucculente. Elle eſt à trois loges remplies de menues SEMENCES. 
Il ſe trouve des fleurs dont le calice a ſix dentelures, pour lors il y a ſix pétales & douze étamines. 
On a donné le nom de BOIS MACAQUE a cet arbriſſeau, parcequ'on a remarqué que les ſinges en mangent le fruit, qui eſt auſſi du goût de différens habitans de la Guiane. 
Les Galibis l'appellent TOCOCO.
Lorſque je parcourois l'intérieur de ce pays-la, je me ſuis ſervi du ſuc de ce fruit, pour tenir lieu d'encre. 
J'ai obſervé cet arbriſſeau aux environs de l'habitation de Madame Bertier à Aroura, & en différens lieux incultes de la Guiane. 
II étoit en fleur & en fruit au mois de Septembre. »

— Fusée-Aublet, 1775.

## Galerie

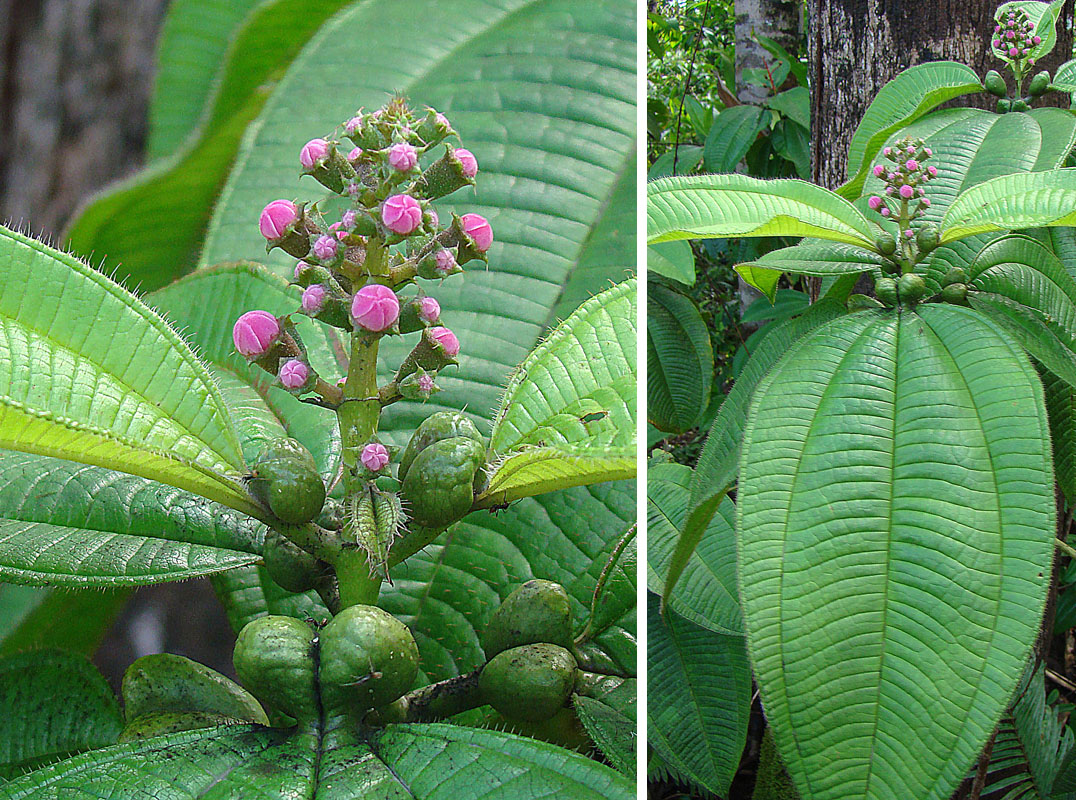
feuille et inflorescence
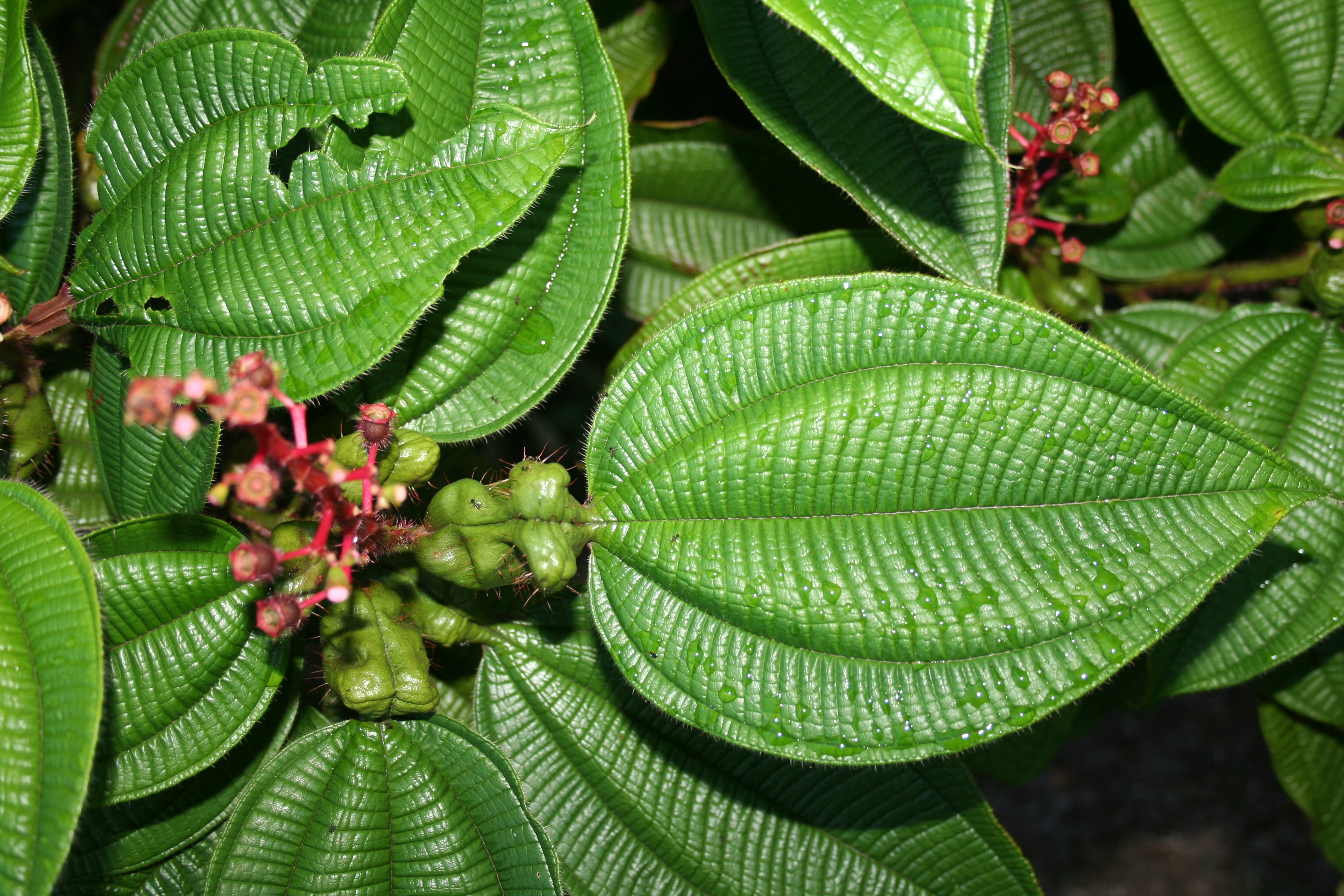
feuille, domacie et jeune infrutescence
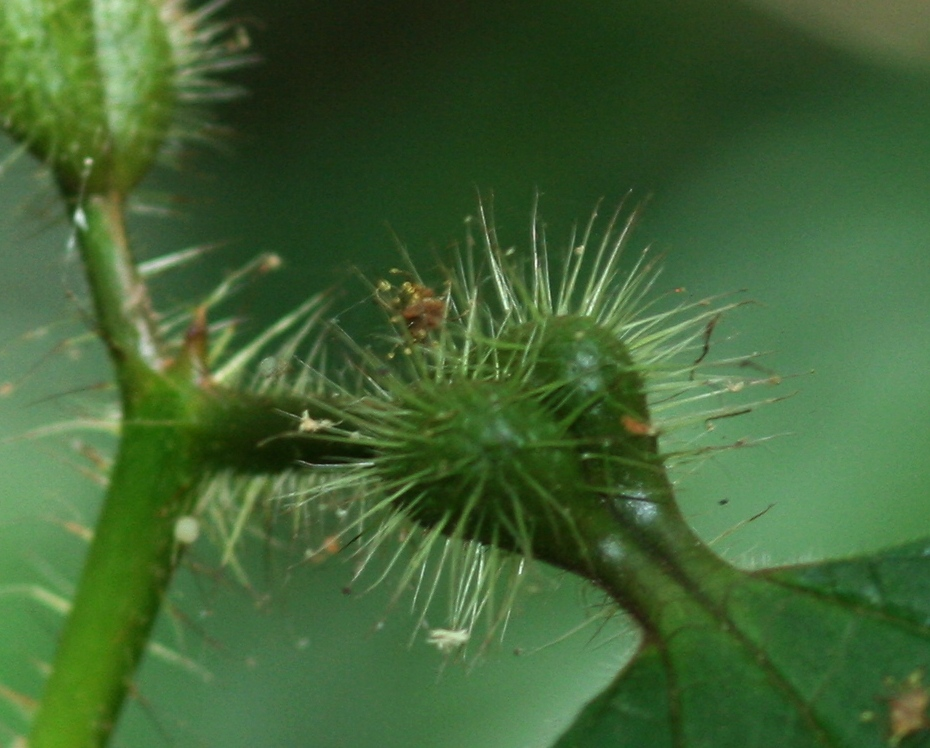
domacie
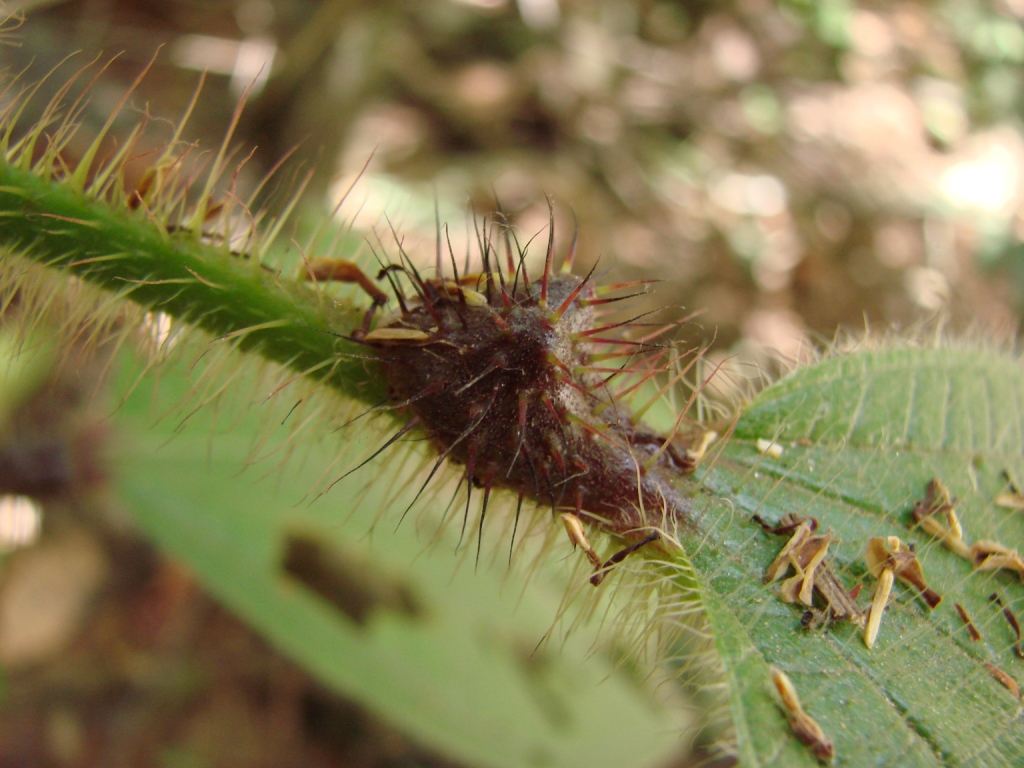
domacie
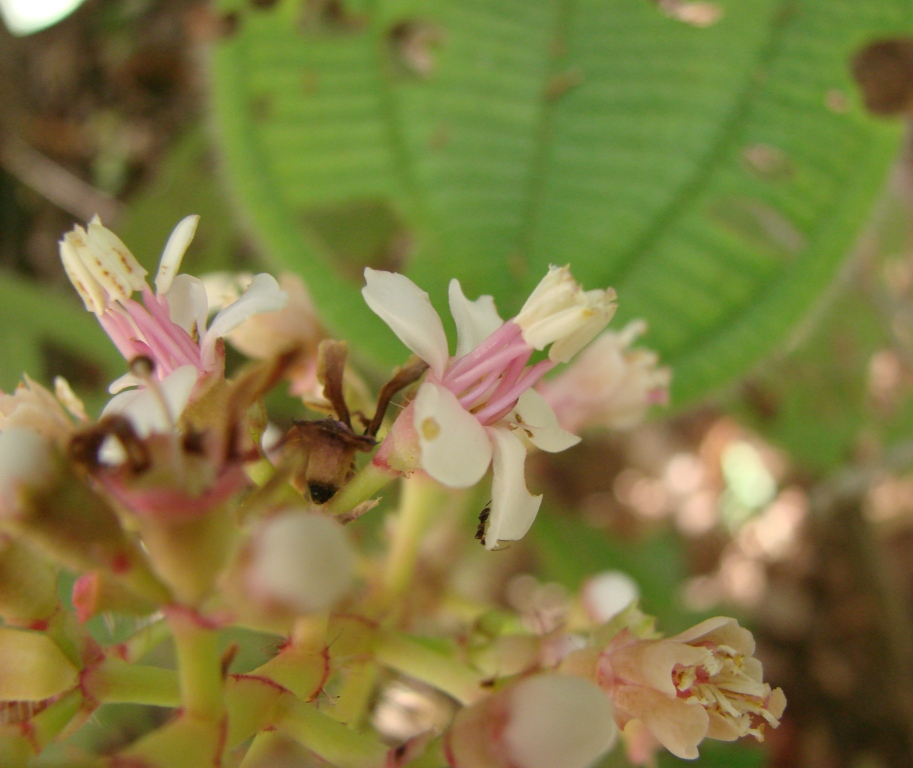
fleur
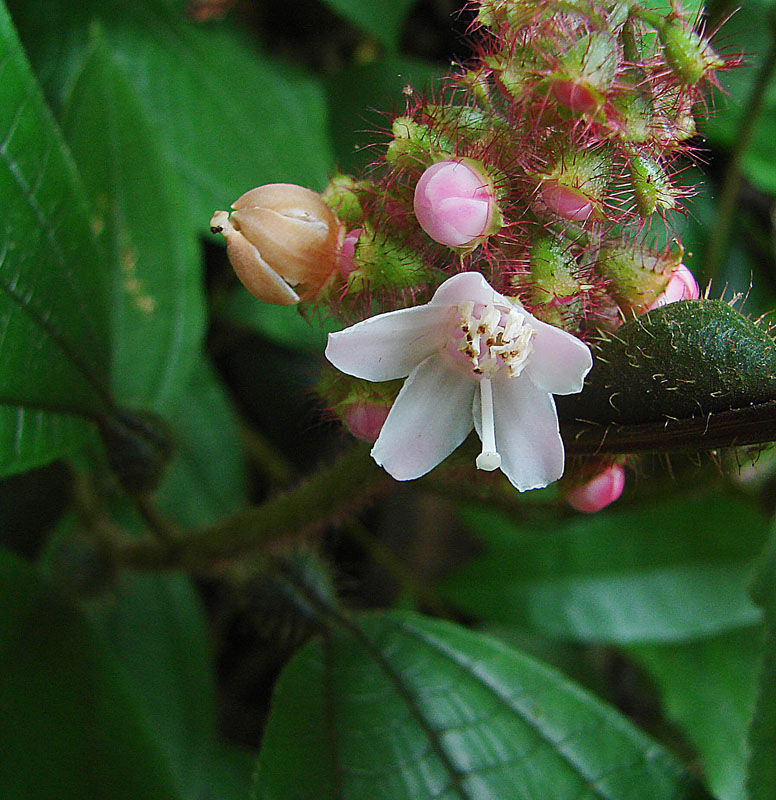
fleur
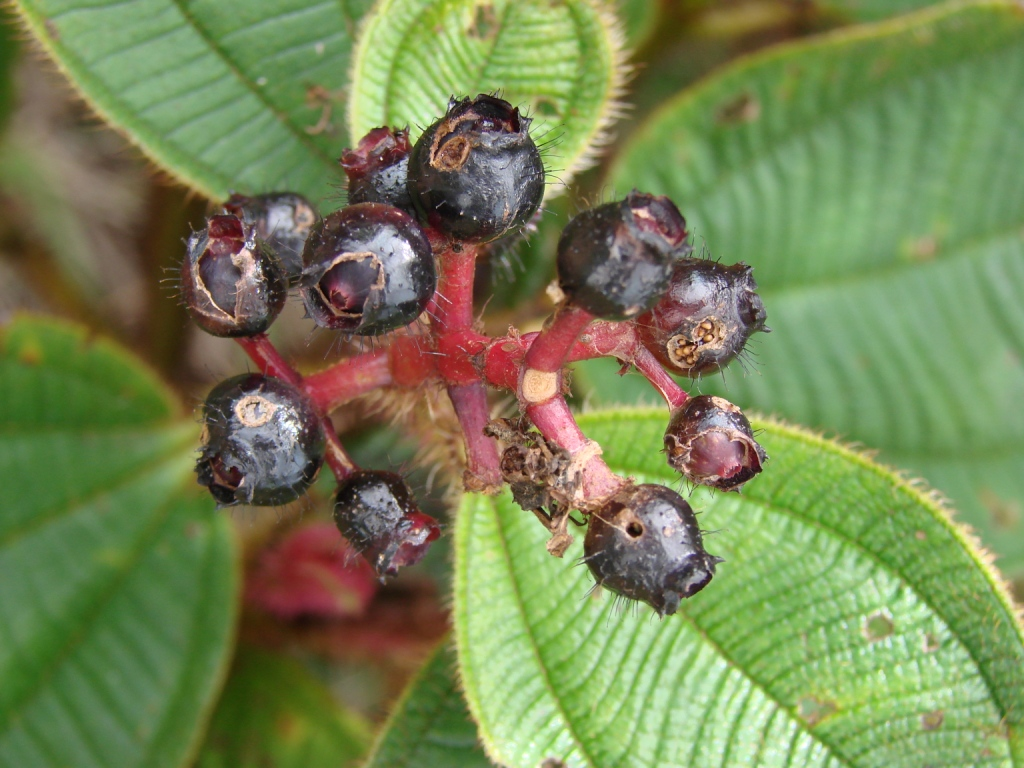
infrutescence